# Reinhard Schaum
Reinhard Schaum (* 7. August 1839 in Ortenberg; † unbekannt) war ein hessischer Ökonom und Politiker (NLP) und Abgeordneter der 2. Kammer der Landstände des Großherzogtums Hessen.
Reinhard Schaum war der Sohn des Landrichters Rudolf Schaum (1806–1850) und dessen Ehefrau Auguste, geborene Westenmacher. Schaum, der evangelischen Glaubens war, war Ökonom in Herrnhaag bei Büdingen und blieb unverheiratet.
Von 1872 bis 1875 und erneut 1882 bis 1887 gehörte er der Zweiten Kammer der Landstände an. Er wurde zunächst für den Wahlbezirk Oberhessen 2/Nauheim und dann für Oberhessen 1/Vilbel gewählt.
Um 1888 ist er vermutlich nach Amerika ausgewandert.